# Groominglögnens offer
Groominglögnens offer (engelska: Accused: The Fake Grooming Scandal) är en brittisk dokumentärserie som hade premiär på Channel 4 i januari 2025.

## Handling
Serien utspelar sig 2020 och handlar om den då 18-åriga Eleanor Williams som postar ett inlägg på Facebook där hon namnger en grupp män som under lång tid ska ha groomat och våldtagit henne. Men är Ellies berättelse sann?